# Ron Pattrapol
Pattrapol Tooun (en tailandés: ภัทร ภณ โต อุ่น) (21 de febrero de 1990, Bangkok) es un cantante tailandés que llegó al segundo de los más conocidos para competir en la 5 ª temporada del reality show de talento, en un programa llamado Visiones de True Academia Fantasía. Ha sido además determinado su participación como participante en dicho programa, que incluye la realización de una gira de conciertos en todo el país a finales de agosto a septiembre de 2008 y que había grabado su primer disco, titulado "Me, mi sueño, mi productor", que contó con la colaboración de Jo Nuvo, interpretando el tema musical titulada "Ron Tua O" (en tailandés: รอน ตัว โอ). Formó parte de una banda musical conocida como "123 soul" o "Boy". En dicha banda la conforman 4 intérpretes de AF5 RON AF5, Wahn AF5, TAB AF5, NUT AF5 y de la primera canción a partir de 123 soul, "Just Once" en tailandés "สัก ครั้ง." Just Once fue la canción interpretada para un drama titulado, "Jumloey nombre de Cupido"
- Datos: Q6583358
- Multimedia: Patarapon To-oun / Q6583358